# Universités en Équateur
Cet article contient une liste des universités de l'Équateur, par province.
- Universidad del Azuay[1]
- Bolivar
- Cañar
- Carchi
- Chimborazo
- Cotopaxi
- El Oro
- Esmeraldas 
  - Université pontificale catholique de l'Équateur (Esmeraldas)
- Galápagos
- Guayas
- Imbabura
  - Université pontificale catholique de l'Équateur (Ibarra)
- Loja
- Los Ríos
- Manabí 
  - Université pontificale catholique de l'Équateur (Chone, Bahía de Caráquez et Portoviejo.)
- Morona-Santiago
- Napo
- Orellana
- Pastaza
- Pichincha 
  - Université centrale de l'Équateur (Quito)
  - Université pontificale catholique de l'Équateur (Quito)
  - Université pontificale catholique de l'Équateur (Santo Domingo de los Colorados)
- Sucumbíos
- Tungurahua 
  - Université pontificale catholique de l'Équateur (Ambato)
  - Université technique d'Ambato (Ambato)
- Zamora-Chinchipe